# Aston Martin Valhalla
Aston Martin Valhalla — суперкар, вироблений британським люксовим брендом Aston Martin разом з Red Bull Racing та іншими виробниками.

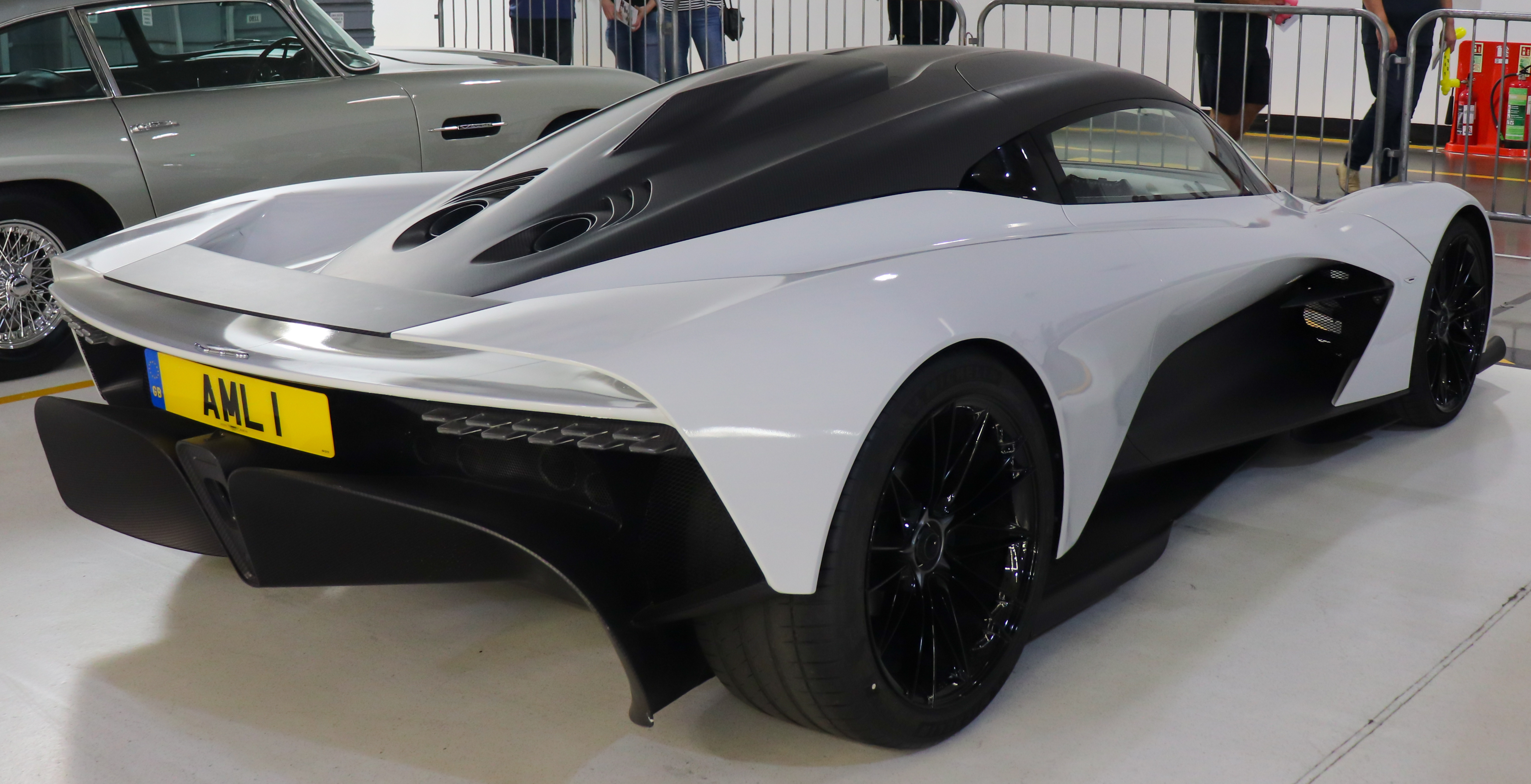
Aston Martin AM-RB 003

Прем'єра концепт кара AM-RB 003 відбулась на Женевському автосалоні в березні 2019 року.
Автомобіль буде випущений тиражем 500 одиниць.

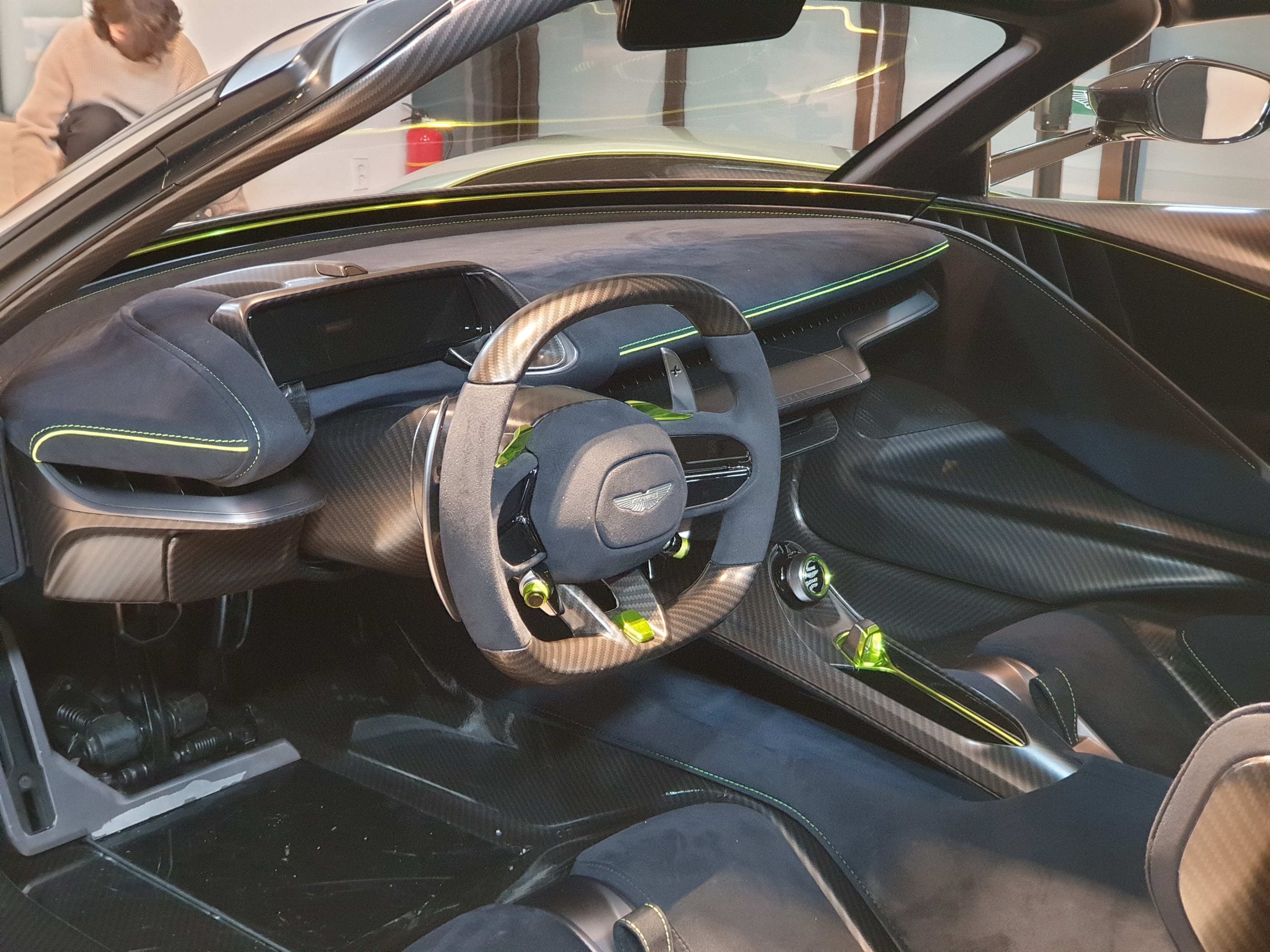

Середньомоторний спорткар мав отримати гібридну силову установку - 3.0 л Aston Martin TM01 V6 twin-turbo плюс електродвигун фірми Rimac. Сумарна віддача мала скласти 1000 кінських сил, а споряджена маса 1350 кг. Гальма - вуглецевокерамічні.
Серійний автомобіль отримав двигун 4.0 л Mercedes-AMG M178 LS2 twin-turbo V8 потужністю 750 к.с. і два електродвигуни сумарною потужністю 204 к.с., сумарна віддача всіх двмгунів становить 950 к.с. і 1000 Нм. До 100 км/год серійна Valhalla масою 1550 кг розганяється за 2,5 с, а максимальна швидкість складає 330 км/год.

## Двигуни
- 4.0 L Mercedes-AMG M178 LS2 twin-turbocharged V8 828 к.с. + 3 електродвигуни 254 к.с. сумарно 1079 к.с. 1100 Нм (серійна модель)
- 3.0 L Aston Martin TM01 twin-turbocharged V6 (concept AM-RB 003)